# Wijsheid (deugd)

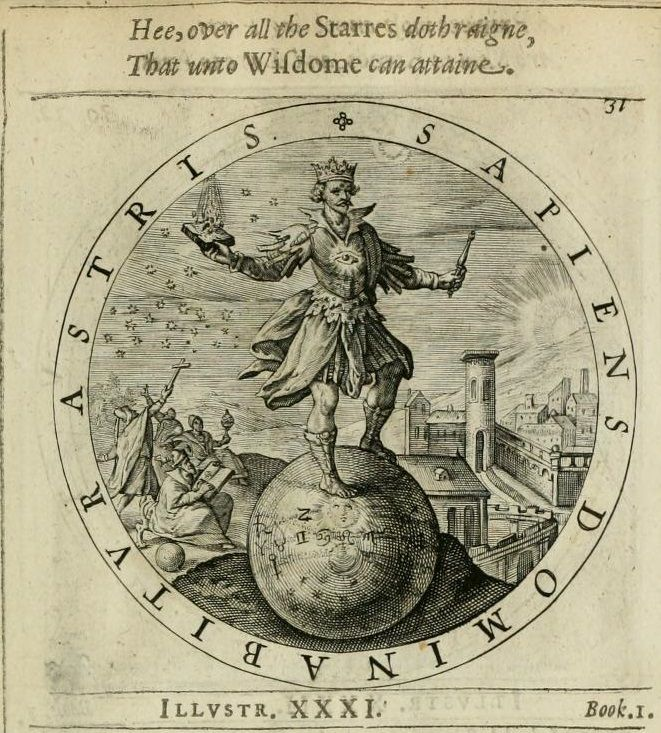
De wijze zal heersen over de sterren (Engelse tekst) maar ook De wijze zal beheerst worden door de sterren (Latijnse tekst).

Wijsheid of levenswijsheid is de kunst om in alle levensomstandigheden juist te oordelen en te handelen. De betekenis is dus praktisch of moreel.
In de beschrijvingen van (levens)wijze mensen komt een zekere stereotypering naar voren: Volgens sommige beschrijvingen zijn wijze mensen mensen die fouten gemaakt hebben, en daarvan geleerd hebben. Zij hebben genoten en geleden, keuzes gemaakt, gehandeld en de verantwoordelijkheid voor hun daden aanvaard. Wijzen hebben niet alleen hun eigen belang maar ook dat van hun medemensen bevorderd. Zij hebben zichzelf leren kennen en zichzelf geaccepteerd; zij hebben de waarheid leren kennen en lijden niet meer. Zij zijn ondanks ondervonden tegenslagen gelukkig, dankbaar en vriendelijk, worden niet (meer) geplaagd door onvervulde verlangens, hebben een goed geweten, en zijn vaak niet bang voor de dood. Je zou kunnen zeggen dat zij toonbeelden zijn van een geslaagd menselijk leven, de belichaming van humaniteit.
Volgens sommigen wordt wijsheid door ervaring verkregen. Anderen daarentegen zijn van oordeel dat juist onervaren mensen (kinderen) heel wijs kunnen zijn. Opvattingen over wijsheid spelen een rol in onder andere filosofie en religie, en wisselen volgens de heersende culturele traditie. Wijsheid is een van de kardinale deugden in het christendom, en een van de vijf krachten (en ook een paramita) in het boeddhisme.

We kunnen veelwetend zijn door andermans kennis, maar we kunnen niet wijs zijn door andermans wijsheid.
— Michel de Montaigne